# Andrée Henry
Andrée Marie Louise Henry, coniugata Lucq (Château-Thierry, 12 dicembre 1931 – Soissons, 30 settembre 2015), è stata una cestista francese.

## Carriera
Con la Francia ha disputato i Campionati del mondo del 1953 e tre edizioni dei Campionati europei (1950, 1952, 1956).